# Двоструки удар
Двоструки удар је југословенски ратни филм из 1985. године. Режирао га је Миомир Стаменковић, а сценарио је писао Живорад Михајловић.